# Teresin (gmina)
Teresin (daw. gmina Szymanów) – gmina wiejska w Polsce położona w województwie mazowieckim, w powiecie sochaczewskim. W latach 1975–1998 gmina administracyjnie należała do województwa skierniewickiego.
Siedziba gminy to Teresin.
Według danych z Narodowego Spisu Powszechnego w 2011 roku gminę zamieszkiwało 11 356 osób.

## Struktura powierzchni
Według danych z roku 2002 gmina Teresin ma obszar 87,98 km², w tym:
- użytki rolne: 86%
- użytki leśne: 6%

Gmina stanowi 12,04% powierzchni powiatu.

## Demografia

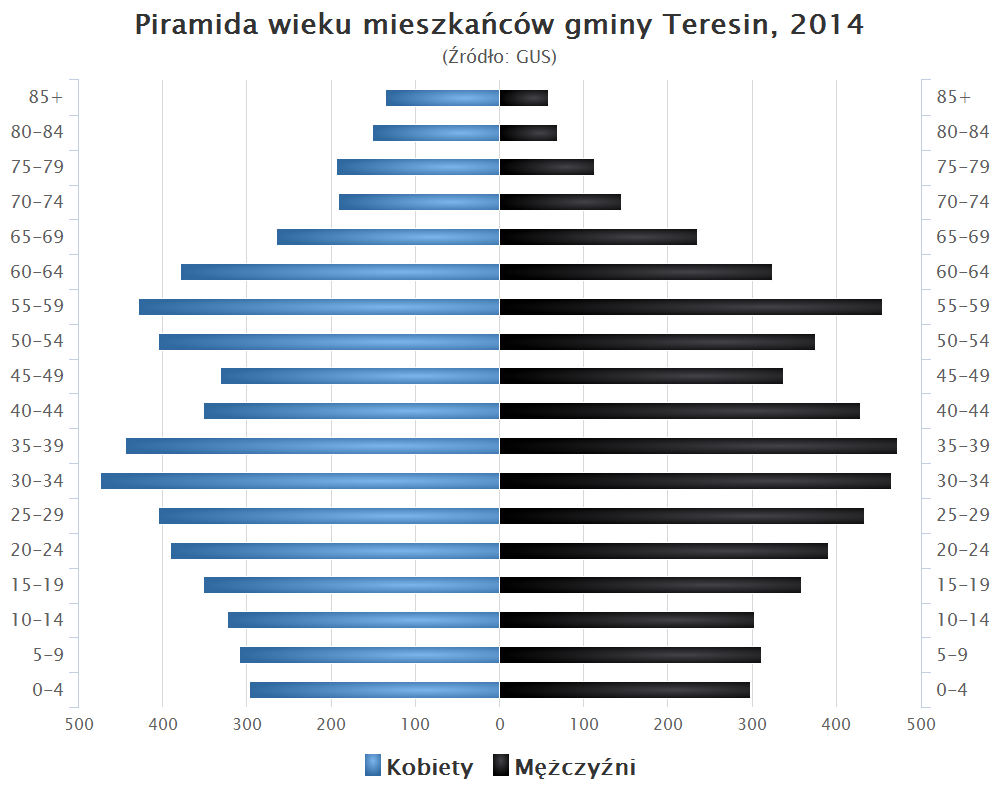
Piramida wieku mieszkańców gminy Teresin w 2014 roku

Dane z 2014 roku
| Opis                              | Ogółem | Ogółem | Kobiety | Kobiety | Mężczyźni | Mężczyźni |
| Opis                              | osób   | %      | osób    | %       | osób      | %         |
| --------------------------------- | ------ | ------ | ------- | ------- | --------- | --------- |
| Populacja                         | 11 397 | 100    | 5824    | 51,2    | 5573      | 48,8      |
| Gęstość zaludnienia (mieszk./km²) | 129,6  | 129,6  | 66,2    | 66,2    | 63,4      | 63,4      |

## Sołectwa
Budki Piaseckie, Dębówka, Elżbietów, Gaj, Granice (sołectwa: Granice i Granice Osiedle), Izbiska, Kawęczyn, Lisice, Ludwików, Maszna, Maurycew, Mikołajew, Nowa Piasecznica, Nowe Gnatowice, Nowe Paski, Paprotnia, Pawłowice, Pawłówek, Seroki-Parcela, Seroki-Wieś, Skrzelew, Stare Paski, Szymanów, Teresin, Teresin-Gaj, Topołowa, Witoldów.

## Pozostałe miejscowości
Skotniki, Strugi, Witoldów (kolonia).

## Sąsiednie gminy
Baranów, Błonie, Kampinos, Leszno, Nowa Sucha, Sochaczew, Wiskitki